# 30mm 차륜형대공포
30mm 차륜형대공포는 한화디펜스가 개발한 대공포이다.

## 역사
2020년 9월 27일, 방위사업청은 한화디펜스와 약 2500억원 규모의 30㎜ 차륜형대공포 최초 양산 계약을 체결했다. 신형 대공포는 현재 육군과 공군, 해병대에서 운용 중인 대공포 발칸을 대체하게 된다.
포탑 장착 전자광학 추적장치 국내 개발로 체계 국산화율도 95%이상을 달성했다. 적의 항공기, 무인기, 육상 차량, 해상 선박도 공격할 수 있다.
한국군군은 1973년 발칸포를 처음 도입해 야전에 배치하는 동시에 발칸 역설계를 통한 국산화 사업을 추진했다. 사거리가 기존 벌컨의 1.6배인 3 km 이상이며, 차륜형으로 개발돼 기동부대와 함께 방공작전 지원도 가능하다. 운용인력도 중대 기준 18명으로 기존 벌컨(48명)포다 적다.
1980년대 K200 장갑차가 개발되면서 M-163A1 발칸포를 탑재한 K-263이 등장했다. 기계화부대에 주로 배치된 K-263은 발칸포 특유의 빠른 발사속도로 대공사격과 지상사격이 가능해 널리 보급됐다. 그러나 조준장치의 성능 부족으로 야간 대공사격이 불가능한데다 노후화가 진행되면서 대체 장비의 필요성이 제기됐다.
기동사단으로 재편되는 전방의 보병사단과 공군기지 등에는 2018년까지 두산DST 주도로 500억원을 투입해 개발될 예정인 30mm 차륜형대공포 300여문이 배치된다. 차륜형대공포의 사거리는 3 km 이상으로 1.8 km 에 불과한 발칸포보다 늘어난다. 야간 발사가 제한되는 발칸포와는 달리 주야간 표적에 대한 자동추적이 가능하다. 사격통제시스템을 활용해 표적의 거리와 고도, 속도 등을 자동산출, 정밀사격을 할 수 있도록 개발될 예정이다. 이에 따라 명중률이 발칸포보다 4배이상 향상될 전망이다.
K808 차륜형장갑차의 차체에 30㎜ 기관포 2문을 장착했다.
기존 벌컨포는 고정형이나 30㎜ 차륜형대공포는 이동형이고 주·야간 자동추적 기능도 갖추고 있다. 전자광학추적기와 함께 열상/TV 카메라 방식의 육안조준기가 탑재돼 야간 상시 운용이 가능하다.
방공지휘통제경보체계, 국지방공레이더, 비행기지대공사격통제체계 등과 연동해 실시간 작전을 할 수 있다. 연동 불가 시에도 장착된 주야간 추적이 가능한 전자광학·적외선 추적장치(EOTS)와 육안조준기로 자체 표적 탐지가 가능하다. 자체 추적레이더가 없어 레이더파를 발산하지 않아 적 항공기에 장착된 레이더경보수신기(RWR)를 무용지물로 만들면서로 육군 방공레이더 등과 연동함으로써 원거리에서 대응할 수 있는 장점이 있다. 추적레이더가 없어 가격이 저렴해지고 정비소요가 줄어들고 가동률은 높아질 것이라는 의견도 있다.

## EOTS
K-30 비호는 미국 레이시온사에서 개발하고 한화디펜스에서 생산하는 EOTS(전자광학식조준경)를 이용한다. 스위스 오리콘사의 KCB 30mm 자동식 포체계를 S&T중공업(구 통일중공업)에서 자체적으로 국산화 개발한 KKCB 자동식 포체계 2문을 장착하였다.
K-30 비호는 1996년 초도 양산에 들어가 1999년 체계가 완성되기까지 많은 시간이 걸렸다. 대공레이더와 전자광학추적장치(EOTS)의 성능이 제대로 나오지 않아 개발이 지체된 탓이다. 그 결과 개발 당시에는 첨단무기였지만 지금은 시대에 뒤떨어진 무기가 되어버렸다.
2006년 10월 13일, 국회 국방위원회 소속 한나라당 이성구 의원은 국방부 국정감사 질의자료를 통해 군 당국이 5조원을 투입해 2013년부터 현재의 '비호' 대공포 시스템에 더해 차륜형 장갑차에 탑재하는 형태의 개량형 비호 대공포 750대를 생산키로 했다고 밝혔다. 차륜형 비호 대공포가 생산되면 우리 군은 900여대 이상의 비호 대공포를 보유하게 된다. 그러나 이 무기는 레이저 거리측정기가 자주 고장나고,측정한 목표까지의 거리가 사격통제용 모니터에 나타나지 않으며, 야간에는 목표물 식별이 거의 불가능할 정도로 성능이 뒤처진다고 이 의원은 지적했다. "비호 자주대공포는 박정희 대통령 시절 도입한 30년 된 오리콘포의 사격 성능에도 미치지 못하는 장비"라고 지적했다.
30㎜ 차륜형대공포의 전자광학추적장치는 한화시스템에서 국내 기술로 최초 개발한 장치로 자체적으로 표적을 탐지·추적하고 사격을 할 수 있다.